# Dement Township
Dement Township est un township du comté d'Ogle dans l'Illinois, aux États-Unis,. Le township est fondé le 11 septembre 1855 à partir des terres orientales du township de Flagg et baptisé en référence à John Dement (en).

## Source de la traduction
- (en) Cet article est partiellement ou en totalité issu de l’article de Wikipédia en anglais intitulé « Dement Township, Ogle County, Illinois » (voir la liste des auteurs).